# Deportes Valdivia
Club Deportes Valdivia – chilijski klub piłkarski z siedzibą w mieście Valdivia leżącym w regionie Los Lagos (tzw. region X).

## Osiągnięcia
- Wicemistrz drugiej ligi chilijskiej (Primera B): 1987
- Cuadrangular Copa Pedro "Heidi" González: 2005
- Trzecia liga chilijska (Tercera división chilena): zwycięstwo w turnieju Apertura 2006

## Historia
Klub założony został 5 czerwca 1983 roku i gra obecnie w trzeciej lidze chilijskiej (Tercera división chilena).